# Sun Jie (calciatore)
Sun Jie (孙捷S, Sūn JiéP; Dalian, 9 febbraio 1991) è un calciatore cinese, difensore del Qingdao Xihaian, in prestito dallo Changchun Yatai.

## Carriera

### Club
Sun ha giocato nelle giovanili dello Changchun Yatai. È stato aggregato in prima squadra a partire dalla stagione 2009, in cui non ha disputato però alcuna partita. Il 18 agosto 2010 ha esordito in Super League, schierato titolare nella vittoria casalinga per 2-1 contro lo Shenzhen Ruby.
Il 29 marzo 2019, è stato presentato come nuovo calciatore dei norvegesi dello Stabæk, trasferendosi in squadra con la formula del prestito. Ha esordito con questa casacca, nel primo turno del Norgesmesterskapet, in data 1º maggio: è stato schierato titolare nella vittoria per 1-3 arrivata sul campo dell'Heming. Non ha disputato alcun incontro in Eliteserien, facendo ritorno allo Changchun Yatai in estate.
A luglio 2023 è passato al Qingdao Xihaian con la formula del prestito.

## Statistiche

### Presenze e reti nei club
Statistiche aggiornate al 9 settembre 2023.
| Stagione               | Club                   | Campionato             | Campionato | Campionato | Coppe nazionali | Coppe nazionali | Coppe nazionali | Coppe continentali | Coppe continentali | Coppe continentali | Supercoppe | Supercoppe | Supercoppe | Totale | Totale |
| Stagione               | Club                   | Comp                   | Pres       | Reti       | Comp            | Pres            | Reti            | Comp               | Pres               | Reti               | Comp       | Pres       | Reti       | Pres   | Reti   |
| ---------------------- | ---------------------- | ---------------------- | ---------- | ---------- | --------------- | --------------- | --------------- | ------------------ | ------------------ | ------------------ | ---------- | ---------- | ---------- | ------ | ------ |
| 2009                   | Changchun Yatai        | CSL                    | 0          | 0          | CC              | ?               | ?               | -                  | -                  | -                  | -          | -          | -          | ?      | ?      |
| 2010                   | Changchun Yatai        | CSL                    | 7          | 0          | CC              | ?               | ?               | -                  | -                  | -                  | -          | -          | -          | 7+     | 0+     |
| 2011                   | Changchun Yatai        | CSL                    | 2          | 0          | CC              | ?               | ?               | -                  | -                  | -                  | -          | -          | -          | 2+     | 0+     |
| 2012                   | Changchun Yatai        | CSL                    | 4          | 0          | CC              | ?               | ?               | -                  | -                  | -                  | -          | -          | -          | 4+     | 0+     |
| 2013                   | Changchun Yatai        | CSL                    | 10         | 1          | CC              | ?               | ?               | -                  | -                  | -                  | -          | -          | -          | 10+    | 1+     |
| 2014                   | Changchun Yatai        | CSL                    | 25         | 0          | CC              | ?               | ?               | -                  | -                  | -                  | -          | -          | -          | 25+    | 0+     |
| 2015                   | Changchun Yatai        | CSL                    | 29         | 2          | CC              | ?               | ?               | -                  | -                  | -                  | -          | -          | -          | 29+    | 2+     |
| 2016                   | Changchun Yatai        | CSL                    | 21         | 0          | CC              | ?               | ?               | -                  | -                  | -                  | -          | -          | -          | 21+    | 0+     |
| 2017                   | Changchun Yatai        | CSL                    | 24         | 1          | CC              | ?               | ?               | -                  | -                  | -                  | -          | -          | -          | 24+    | 1+     |
| 2018                   | Changchun Yatai        | CSL                    | 27         | 1          | CC              | ?               | ?               | -                  | -                  | -                  | -          | -          | -          | 27+    | 1+     |
| mar.-lug. 2019         | Stabæk                 | ES                     | 0          | 0          | CN              | 3               | 0               | -                  | -                  | -                  | -          | -          | -          | 3      | 0      |
| lug.-dic. 2019         | Changchun Yatai        | CSL                    | 14         | 1          | CC              | -               | -               | -                  | -                  | -                  | -          | -          | -          | 14     | 1      |
| 2020                   | Changchun Yatai        | CSL                    | 14         | 0          | CC              | 2               | 0               | -                  | -                  | -                  | -          | -          | -          | 16     | 0      |
| 2021                   | Changchun Yatai        | CSL                    | 21         | 2          | CC              | 2               | 0               | -                  | -                  | -                  | -          | -          | -          | 23     | 2      |
| 2022                   | Changchun Yatai        | CSL                    | 19         | 0          | CC              | 1               | 0               | -                  | -                  | -                  | -          | -          | -          | 20     | 0      |
| gen.-lug. 2023         | Changchun Yatai        | CSL                    | 1          | 0          | CC              | 1               | 0               | -                  | -                  | -                  | -          | -          | -          | 2      | 0      |
| Totale Changchun Yatai | Totale Changchun Yatai | Totale Changchun Yatai | 218        | 8          |                 | 6+              | 0+              |                    | -                  | -                  |            | -          | -          | 224+   | 8+     |
| lug.-dic. 2023         | Qingdao Xihaian        | CL1                    | 6          | 2          | CC              | 0               | 0               | -                  | -                  | -                  | -          | -          | -          | 6      | 2      |
| Totale                 | Totale                 | Totale                 | 224        | 10         |                 | 9+              | 0+              |                    | -                  | -                  |            | -          | -          | 233+   | 10+    |